# Rainer von Schilling
Pour les articles homonymes, voir Schilling.
Rainer von Schilling, de son vrai nom Rainer Freiherr Schilling von Castatt (né en 1935 - mort le 6 décembre 2007 à l'âge de 72 ans) est un éditeur allemand.

## Biographie
Rainer von Schilling commence sa carrière au Mannheimer Morgen (de) en succédant à son père, Eitel Freiherr Schilling von Castatt, lorsque celui-ci, fondateur du journal, lui transmet l'entreprise en 1965. De 1976 à 2004, il en est le rédacteur en chef et a toujours défendu la liberté de la presse.
Il est le président d'Orbicom, un réseau mondial fondé en 1994 sous l'égide de l'Unesco, associant des universitaires et des professionnels de la communication et des médias, afin d'examiner comment ce domaine en constante évolution peut contribuer à promouvoir la démocratie et un développement durable.
Le ministre-président de Bade-Wurtemberg, Günther Oettinger, rend hommage à Rainer von Schilling, « un concitoyen socialement très engagé. »
Il crée en 1970 l'ordre des Bloomaulorden, une distinction attribuée à certaines personnalités de la ville de Mannheim.